# De Cartier (métro léger de Charleroi)
 (août 2022).
Si vous disposez d'ouvrages ou d'articles de référence ou si vous connaissez des sites web de qualité traitant du thème abordé ici, merci de compléter l'article en donnant les références utiles à sa vérifiabilité et en les liant à la section « Notes et références ».
La station De Cartier est une station du métro léger de Charleroi, sur l'antenne d'Anderlues. Elle est située en dessous de la place du Perron à Marchienne-au-Pont. Elle dessert la maison communale annexe de Marchienne-au-Pont, des écoles, la piscine de Marchienne, des zones d'habitations…

## Caractéristiques

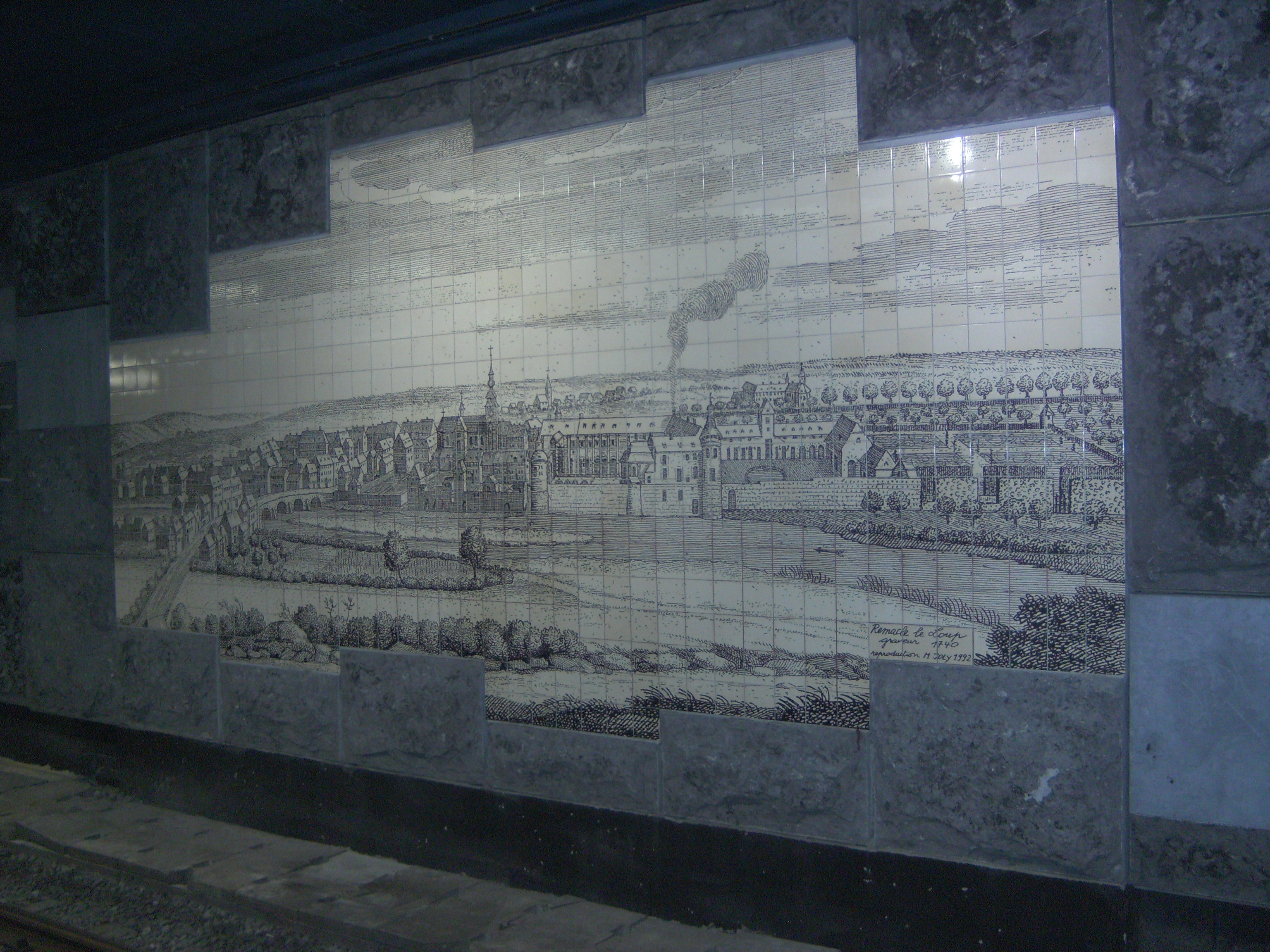
Céramique reproduisant une gravure de Remacle Le Loup du XVIIIe siècle

Son nom lui vient du château de Cartier qui se trouve à proximité.
La station possède deux entrées, une dans la cour du château, l'autre donnant sur la place.  Elle est décorée avec une céramique présentant Marchienne au XVIIIe siècle et avec des briques et pierres provenant des anciennes écuries du château.
Selon les plans originaux, la station aurait dû s'appeler Marchienne et être construite en viaduc.